# 의성 쌍호동 삼층석탑
의성 쌍호동 삼층석탑(義城 雙湖洞 三層石塔)은 대한민국 경상북도 의성군 안사면에 있는 고려시대의 삼층석탑이다. 1985년 8월 5일 경상북도의 문화재자료 제29호로 지정되었다.

## 같이 보기
- 삼층석탑

## 참고 자료
- 의성쌍호동삼층석탑 - 국가유산청 국가유산포털